# Samouillan
Samouillan é uma comuna francesa na região administrativa de Occitânia, no departamento de Alta Garona. Estende-se por uma área de 5,33 km². Em 2010 a comuna tinha 120 habitantes (densidade: 22,5 hab./km²).